# Індра Федір Федорович
Федір Федорович Індра (прибл. 1857 — не раніше 1922) — український учитель і викладач чеського походження.

## Життєпис
Ім'я при народженні — Індра Франциск Францович[джерело?].
Підданство — Австро-Угорська імперія.
Закінчив філософський факультет Університету Карла-Фердинанда (м. Прага, Австро-Угорська імперія), отримав звання учителя гімназії з давніх мов на історико-філологічному факультеті Санкт-Петербурзького університету (Російська імперія) (1881).
Учитель давніх мов (1881), учитель німецької мови (з 1882), класний наставник Херсонської чоловічої прогімназії (1881-1903). Учитель німецької мови Херсонського земського сільськогосподарського училища (1883). Голова педагогічної ради ІІ Маріїнсько-Олександрівської жіночої гімназії у м. Херсон (1913).
Статський радник (1905-1918).
Римо-католик. У віці 49 років 9.04.1905 прийняв православ’я у церкві Зішестя Святого Духа у м. Херсон.
Одружений. Під час голоду 1921-1922 рр. перебував із дружиною у м. Херсоні в стані крайньої матеріальної скрути.
Син — Індра Микола Федорович (нар. бл. 1898).